# She Looks So Perfect
"She Looks So Perfect" é uma canção da banda australiana Pop punk 5 Seconds of Summer, contida em seu primeiro álbum de estúdio epônimo, 5 Seconds of Summer (2014). A canção foi lançada digitalmente na Austrália em 23 de fevereiro de 2014 e na Europa dia 23 de março de 2014 através da Capitol Records e da Hi or Hey Records, como seu single de estreia com uma grande gravadora. O videoclipe da canção foi lançado no dia 24 de fevereiro de 2014. A canção alcançou a primeira colocação na Austrália, Nova Zelândia, Irlanda, Escócia e no Reino Unido. Foi certificado com um disco triplo de platina pela Australian Recording Industry Association por vender 210.000 cópias. A canção também ganhou um prêmio como "Canção do Ano" na ARIA Awards em 2014. O cantor Ed Sheeran fez um cover da música na Capital FM.

## Antecedentes
"She Looks So Perfect" foi descrito como pop punk, power pop e pop rock. A canção foi escrita pelos membros da banda Michael Clifford e Ashton Irwin junto com Jake Sinclair, que também produziu a canção, com produção adicional de Eric Valentine. O single é a faixa principal do EP She Looks So Perfect da banda, e a primeira faixa do primeiro álbum de estúdio da banda.

## Opinião da crítica
| Críticas profissionais | Críticas profissionais |
| Avaliações da crítica  | Avaliações da crítica  |
| Fonte                  | Avaliação              |
| ---------------------- | ---------------------- |
| Digital Spy            | 3 de 5 estrelas.       |

Lewis Corner da Digital Spy deu a música uma avaliação mista, afirmando que:
"Enquanto suas influências claramente apontam para os mestres do pop punk Green Day e Blink-182, a estreia oficial de "She Looks So Perfect", de 5SOS, é repleta de clichês adolescentes." "Nós trabalhamos muito duro nisso para simplesmente desistir agora," Luke Hemmings diz, antes da música explodir em um coro elevado em novas promessas de anéis de diamante e passagens de avião. É um velho conto de amantes proibidos que fogem; o problema é, com esta canção pronta para escalar o gráfico, em breve vai provar algo mais difícil.
The Wire escreveu que a canção soa como se fosse propositalmente trabalhada no power pop para agradar aos fãs de uma boy band, mas uma boy band "mais ousada" que One Direction. A Billboard chamou a canção de "rock de escola" e descreveu-a como "um ritmo contagiante para agradar o público", quando apresentaram a música ao vivo na Billboard Music Awards em 2014.

## Videoclipe
O videoclipe de "She Looks So Perfect" é dirigido por Frank Borin. Foi lançado no YouTube em 24 de fevereiro de 2014, com aparição de Angelina Jolie, Cate Blanchett, Tom Cruise, Julia Roberts, Julianne Moore, Brad Pitt, Marion Cotillard e Sandra Bullock. Enquanto eles vão cantando e tocando a música, homens e mulheres começam a dançar e remover sua roupas em vários lugares.

## Lista de faixas
| CD Single (Parte 1) e EP |                               |                                                                 |                             |         |  |
| N.º                      | Título                        | Compositor(es)                                                  | Produtor(es)                | Duração |  |
| 1.                       | "She Looks So Perfect"        | Ashton Irwin Michael Clifford Jake Sinclair                     | Sinclair Eric Valentine [a] | 3:22    |  |
| 2.                       | "Heartache On the Big Screen" | Irwin Clifford Luke Hemmings Calum Hood Dan Lancaster Mike Duce | Lancaster Duce [b]          | 3:24    |  |
| 3.                       | "The Only Reason"             | Clifford Steve Robson busbee                                    | Robson                      | 3:22    |  |
| 4.                       | "Disconnected"                | Hemmings Hood John Feldmann Alex Gaskarth                       | Feldmann                    | 3:31    |  |

| CD Single (Parte 2) |                                                      |                                                |              |         |  |
| N.º                 | Título                                               | Compositor(es)                                 | Produtor(es) | Duração |  |
| 1.                  | "She Looks So Perfect" (Demonstração Vocal de Ash)   | Irwin Clifford Sinclair                        | Sinclair     | 3:23    |  |
| 2.                  | "She Looks So Perfect" (Demonstração Vocal de Mikey) | Irwin Clifford Sinclair                        | Sinclair     | 3:24    |  |
| 3.                  | "What I Like About You"                              | Walter Palamarchuk Michael Skill James Marinos | Feldmann     | 2:33    |  |

| Download digital |                        |         |  |
| N.º              | Título                 | Duração |  |
| 1.               | "She Looks So Perfect" | 3:22    |  |

| Download digital |                                                    |         |  |
| N.º              | Título                                             | Duração |  |
| 1.               | "She Looks So Perfect" (Demonstração Vocal de Ash) | 3:23    |  |

| Download digital |                                          |         |  |
| N.º              | Título                                   | Duração |  |
| 1.               | "She Looks So Perfect" (Versão Acústica) | 3:22    |  |

| EP Digital |                                                      |         |  |
| N.º        | Título                                               | Duração |  |
| 1.         | "She Looks So Perfect" (Demonstração Vocal de Mikey) | 3:24    |  |
| 2.         | "Heartache On the Big Screen"                        | 3:24    |  |
| 3.         | "The Only Reason"                                    | 3:22    |  |
| 4.         | "What I Like About You"                              | 2:33    |  |

| Cassete |                                   |         |  |
| N.º     | Título                            | Duração |  |
| 1.      | "She Looks So Perfect" (Acústico) | 3:22    |  |
| 2.      | "Wherever You Are"                | 3:25    |  |
| 3.      | "What I Like About You"           | 2:25    |  |

Notas
- ↑[a]  significa um produtor adicional
- ↑[b]  significa um produtor vocal

## Créditos
| - Luke Hemmings - Vocais, guitarra - Michael Clifford - Guitarra, vocais, composição - Calum Hood - baixo, vocais - Ashton Irwin - bateria, vocais, composição "She Looks So Perfect" - Jake Sinclair - produção, engenheiro de som, chocalho, guitarra, programação - Eric Valentine - auxiliar de produção, mixer, masterização - Cian Riordan - engenheiro de som - Justin Long - assistente de engenheiro de som "Heartache On The Big Screen" - Dan Lancester - produtor, produção vocal, gravação - Mike Duce - produção vocal - Peter Miles - gravação - Bunt Stafford-Clark – masterização "The Only Reason" - Steve Robson - produção, mixer - Sam Miller - mixer - Bunt Stafford-Clark – masterização | "Disconnected" - John Feldmann - produção, mixer, gravação - Zakk Cervini - auxiliar de engenheiro de som - Ago Teppand - auxiliar de engenheiro de som - Colin Cunningham - auxiliar de engenheiro de som - Bunt Stafford-Clark – masterização "What I Like About You" - John Feldmann - produção, mixer, gravação - Zakk Cervini - auxiliar de engenheiro de som - Ago Teppand - auxiliar de engenheiro de som - Colin Cunningham - auxiliar de engenheiro de som - Bunt Stafford-Clark – masterização Fotografia - Tom Van Schelven Direção de arte & design - Richard Andrews |

## Desempenho nas tabelas musicais
Em 1 de maço de 2014, "She Looks So Perfect" debutou na terceira colocação na ARIA Singles Charts, sendo mantido fora o primeiro lugar por "Rather Be", por Clean Bandit e "Happy", por Pharrell Williams. A canção finalmente alcançou a primeira colocação em sua quinta semana na parada, sendo certificada com um disco de platina por vender 70.000 cópias. Da mesma forma, a canção debutou em quarto lugar no Recorded Music NZ e, na quinta semana, a música pulou da nona posição para a primeira. Na semana seguinte, ganhou disco de ouro.
"She Looks So Perfect" debutou na primeira posição na Irish Singles Charts em 27 de março de 2014. Em março de 2013, o single debutou na primeira colocação na UK Singles Chart, com mais ou menos 90.000 cópias vendidas na primeira semana. Foi a quarta banda australiana que teve um single na primeira colocação da UK Singles Chart e a primeira desde "Don't Call Me Baby", pela banda Madison Avenue, que liderou a parada em maio de 2000. Na segunda semana, "She Looks So Perfect" caiu para a 10ª colocação, a maior caída do topo desde o single duplo de McFly, que caíu da primeira colocação para 20ª em abril de 2007.
"She Looks So Perfect" entrou na Billboard Hot 100 dos Estados Unidos em 12 de abril de 2014. Em 24 de maio de 2014, seis semanas depois do debute, "She Looks So Perfect" alcançou o 37º lugar. Uma semana depois, a faixa alcançou a 32ª posição, tornando-se o primeiro single no top 40. Em dezembro de 2014, a canção já havia vendido 925.000 cópias nos Estados Unidos.
| Tabela musical (2014)                          | Melhor posição |
| ---------------------------------------------- | -------------- |
| Austrália (ARIA)                               | 1              |
| Áustria (Ö3 Austria Top 75)                    | 21             |
| Bélgica (Ultratop 50 de Flandres)              | 20             |
| Bélgica (Ultratop 50 da Valônia)               | 33             |
| Canadá (Canadian Hot 100)                      | 25             |
| República Checa (Rádio Top 100)                | 98             |
| República Checa (Singles Digitál Top 100)      | 43             |
| Dinamarca (Hitlisten)                          | 12             |
| França (SNEP)                                  | 40             |
| O campo songid é OBRIGATÓRIO PARA PARADA ALEMÃ | 35             |
| Irlanda (IRMA)                                 | 1              |
| Países Baixos (Single Top 100)                 | 13             |
| Nova Zelândia (Recorded Music NZ)              | 1              |
| Eslováquia (Rádio Top 100)                     | 84             |
| Espanha (PROMUSICAE)                           | 5              |
| Suécia (Sverigetopplistan)                     | 46             |
| Suíça (Schweizer Hitparade)                    | 26             |
| Reino Unido (UK Singles Chart)                 | 1              |
| Estados Unidos (Billboard Hot 100)             | 24             |
| Estados Unidos (Billboard Mainstream Top 40)   | 19             |

| Tabela musical (2014)              | Posição |
| ---------------------------------- | ------- |
| Austrália (ARIA Charts)            | 20      |
| Irlanda (IRMA)                     | 20      |
| México (Mexico Ingles Airplay)     | 87      |
| Nova Zelândia (Recorded Music NZ)  | 36      |
| Reino Unido (UK Singles Chart)     | 50      |
| Estados Unidos (Billboard Hot 100) | 93      |

| País (Empresa)                    | Certificação | Vendas     |
| --------------------------------- | ------------ | ---------- |
| Austrália (ARIA)                  | 3× Platina   | 210.000+   |
| Canadá (Music Canada)             | Ouro         | 40.000+    |
| Dinamarca (IFPI Denmark)          | Ouro         | 15.000+    |
| Itália (FIMI)                     | Ouro         | 15.000+    |
| Nova Zelândia (Recorded Music NZ) | Platina      | 15.000+    |
| Noruega (IFPI Norway)             | Ouro         | 5.000*     |
| Suécia (GLF)                      | Ouro         | 20.000x    |
| Reino Unido (BPI)                 | Ouro         | 400.000+   |
| Estados Unidos (RIAA)             | 2× Platina   | 2.000.000+ |

## Histórico de lançamento
| País           | Data                    | Formato(s)       | Gravadora |
| -------------- | ----------------------- | ---------------- | --------- |
| Austrália      | 21 de fevereiro de 2014 | Download digital | Capitol   |
| Nova Zelândia  | 21 de fevereiro de 2014 | Download digital | Capitol   |
| Reino Unido    | 23 de março de 2014     | Download digital | Capitol   |
| Estados Unidos | 2 de abril de 2014      | Download digital | Capitol   |